# Hippopotamus gorgops
Hippopotamus gorgops és una espècie d'hipopotàmid extinta que visqué a Àfrica entre el Miocè i el Plistocè. Era molt semblant a l'hipopòtam actual, del qual es diferenciava en dos aspectes: la mida, que era molt superior (2,10 m d'alçada a la creu i 4,30 m de llargada), i els ulls, que estaven muntats a dues prominències del crani i que permetien a l'animal observar per sobre de la superfície de l'aigua tot romanent submergit.